# Chongming
Le district de Chongming (崇明区 ; pinyin : Chóngmíng Qū) est un district administratif de la municipalité de Shanghai en Chine. Il comprend trois îles : l'île de Chongming (崇明岛 ; pinyin : Chóngmíng Dǎo), troisième plus grande île de Chine, et deux plus petites : l'île de Changxing et l'île de Hengsha. Sa superficie est de 1 041,38 km2.

## Géographie
L'île de Chongming est une île alluviale qui a émergé en 618 dans l'embouchure du fleuve Yangzi Jiang (Yangzi). Elle était autrefois la région la plus rurale de Shanghaï. Depuis la construction du tunnel sous le fleuve, elle accueille des foules de chercheurs d'or. C'est également un lieu d'implantation pour les migrants du barrage des Trois-Gorges ainsi que l'emplacement du parc forestier de Chongming.

### Éco-ville de Dongtan
À son extrémité orientale, l'île doit accueillir Dongtan, la première « ville écologique » du monde. Dongtan devrait compter entre 50 000 et 80 000 habitants en 2010, puis 500 000 en 2050. Un projet d'écoville a également été fait à Huangbaiyu dans la province de Liaoning.

### Pont nord de Chongming
Le pont nord de Chongming est un pont-tunnel d'une longueur de près de 10 km, mêlant viaducs sous-marins et pont à haubans, traversant le Yangzi jiang et reliant la ville de Shanghaï à l'île.

## Démographie
La population du district était de 704 000 habitants en 2010.

## Chantiers navals
L'île de Changxing abrite depuis les années 2000 les chantiers navals de Jiangnan Shipyard, filiale de China State Shipbuilding Corp (CSSC). Les nouvelles installations, d’un coût de près de 3,5 milliards de dollars, permettent notamment de disposer de fond plus profonds pour la mise à l'eau de navire de fort tonnages. Opérationnel depuis l'été 2008, le site, qui doit encore être agrandi, compte à cette date une dizaine de quais, quatre cales sèches dont une de 580 mètres de long sur 120 de large.

## Sport
Tous les ans, une course cycliste du « Tour de l'île de Chongming » se déroule sur l'île de Chongming. C'est une des courses de la coupe du monde de cyclisme sur route féminine.

## Galerie photographique

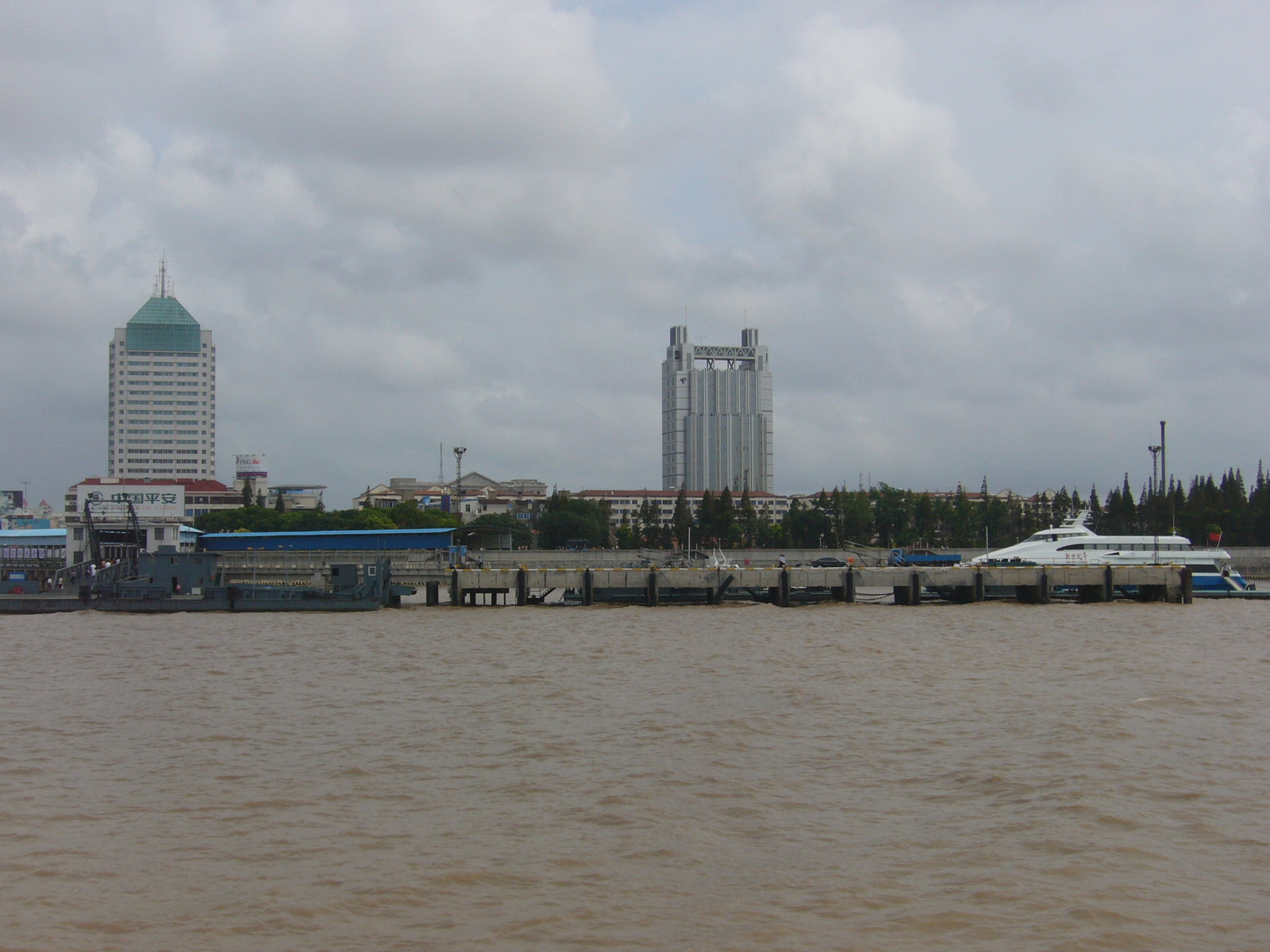
Nanmen, la plus grande ville de l'île (en 2006)
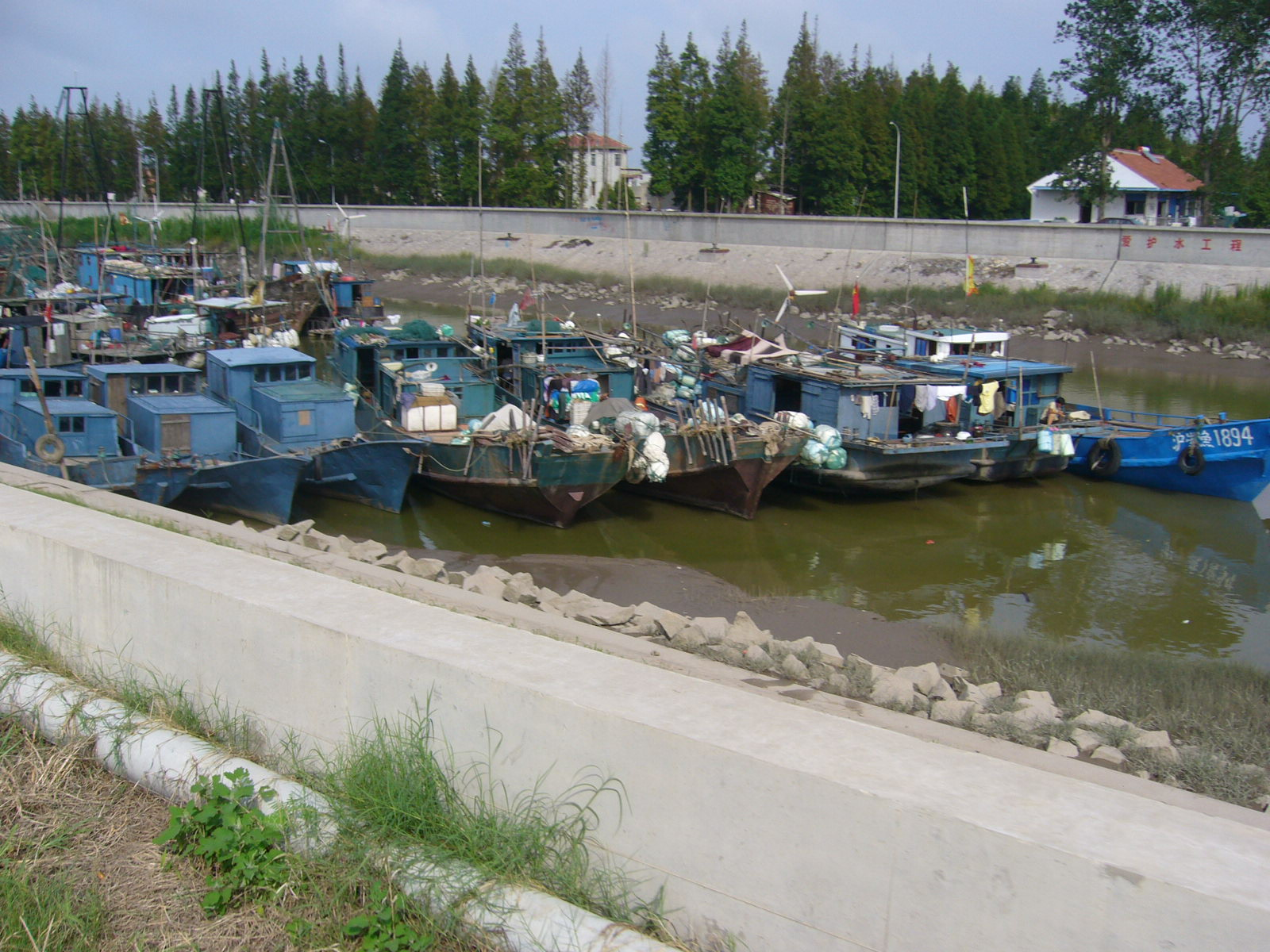
Bateaux de pêche